# تريسي كالدويل دايسون
تريسي كالدويل دايسون (بالإنجليزية: Tracy Caldwell Dyson)‏، (و. 14 أغسطس 1969 - )؛ كيميائية ورائدة فضاء أمريكية. انضمت لمجموعة رواد فضاء ناسا في عام 1998، وخاضت رحلتها الفضائية الأولى في أغسطس 2007، في المكوك الفضائي إنديفور ضمن الرحلة STS-118، ثم أصبحت إحدى كادر البعثة الثالثة والعشرين/البعثة الرابعة والعشرين التي حُملت في مركبة كوبولا ما بين بين 4 أبريل 2010 و 25 سبتمبر 2010. وحتى عام 2019 كانت قد أكملت ثلاث رحلات فضائية بمدة وصلت إلى 271874 دقيقة (تحديدًا 188 يومًا و19 ساعة و14 دقيقة)، وقد سُجّل لها تواجدها لمدة 22 ساعة خارج المركبة الفضائية في ثلاث رحلات سير فضائية، إحداها حين كانت تعمل لاستبدال مضخة عاطلة من مضخات محطة الفضاء الدولية. وهي حاصلة على ميدالية الاستحقاق في استكشاف الفضاء.

## عنها

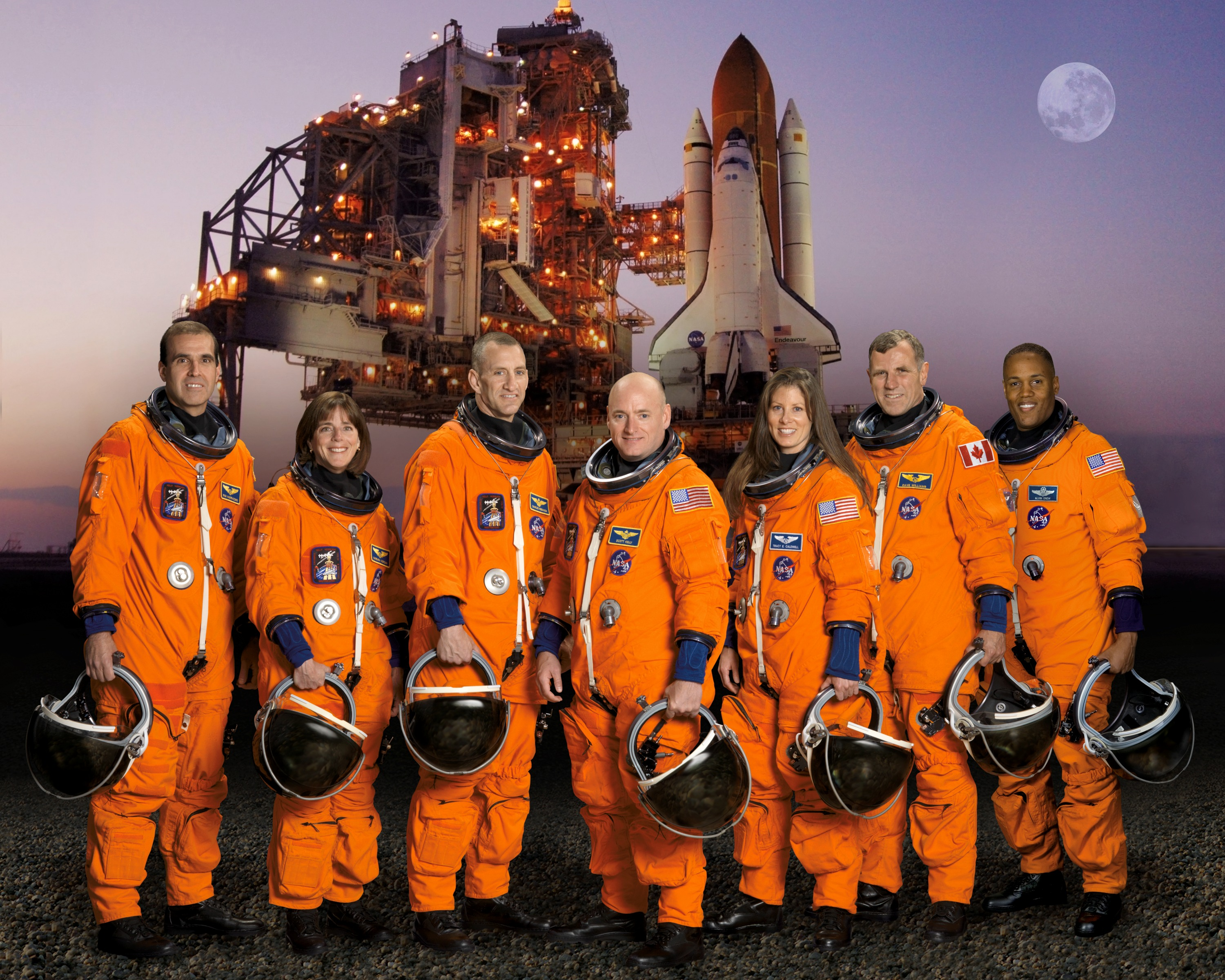
أعضاء رحلة الفضاء STS-118

ولدت باسم تريسي إيلين كالدويل (بالإنجليزية: Tracy Ellen Caldwell)‏ في 14 أغسطس 1969 في أركاديا، لوس أنجليس، كاليفورنيا، حصلت على درجة البكالوريوس في علوم الكيمياء من جامعة كاليفورنيا في فوليرتون في عام 1993، ودرجة الدكتوراه بنفس التخصص من جامعة كاليفورنيا في دافيس في عام 1997. وقد اُختيرت تريسي كالدويل دايسون كرائدة فضاء من قبل وكالة ناسا في عام 1998. في عام 2007، خاضت كالدويل دايسون رحلتها الفضائية الأولى على متن المكوك الفضائي إنديفور الذي ضمن الرحلة STS-118. وفي عام 2010، كانت إحدى كادر البعثة الرابعة والعشرين المحمولة في مركبة كوبولا، وقد سجلت أكثر من 188 يومًا في الفضاء، بما في ذلك أكثر من 22 ساعة في ثلاث عمليات سير في الفضاء.

## ريادة الفضاء
شاركت في المهمات الفضائية:
- البعثة 23
- STS-118
- البعثة 24
- Soyuz TMA-18.

## التعليم
تعلمت في California State University, Fullerton، وجامعة كاليفورنيا، دافيس

## جوائز
حصلت على جوائز منها:
- Medal "For Merit in Space Exploration".
- ناسا فضاء رحلة الفضاء.
- ناسا ميدالية الخدمة المتميزة.
- جائزة ناسا العليا الإنجاز
- جائزة الطالب الدكتوراه المتميزة في الكيمياء من جامعة كاليفورنيا في ديفيس.
- جائزة مؤسسة العلوم الوطنية للبحوث لجائزة الطلاب الجامعيين.

## معرض صور

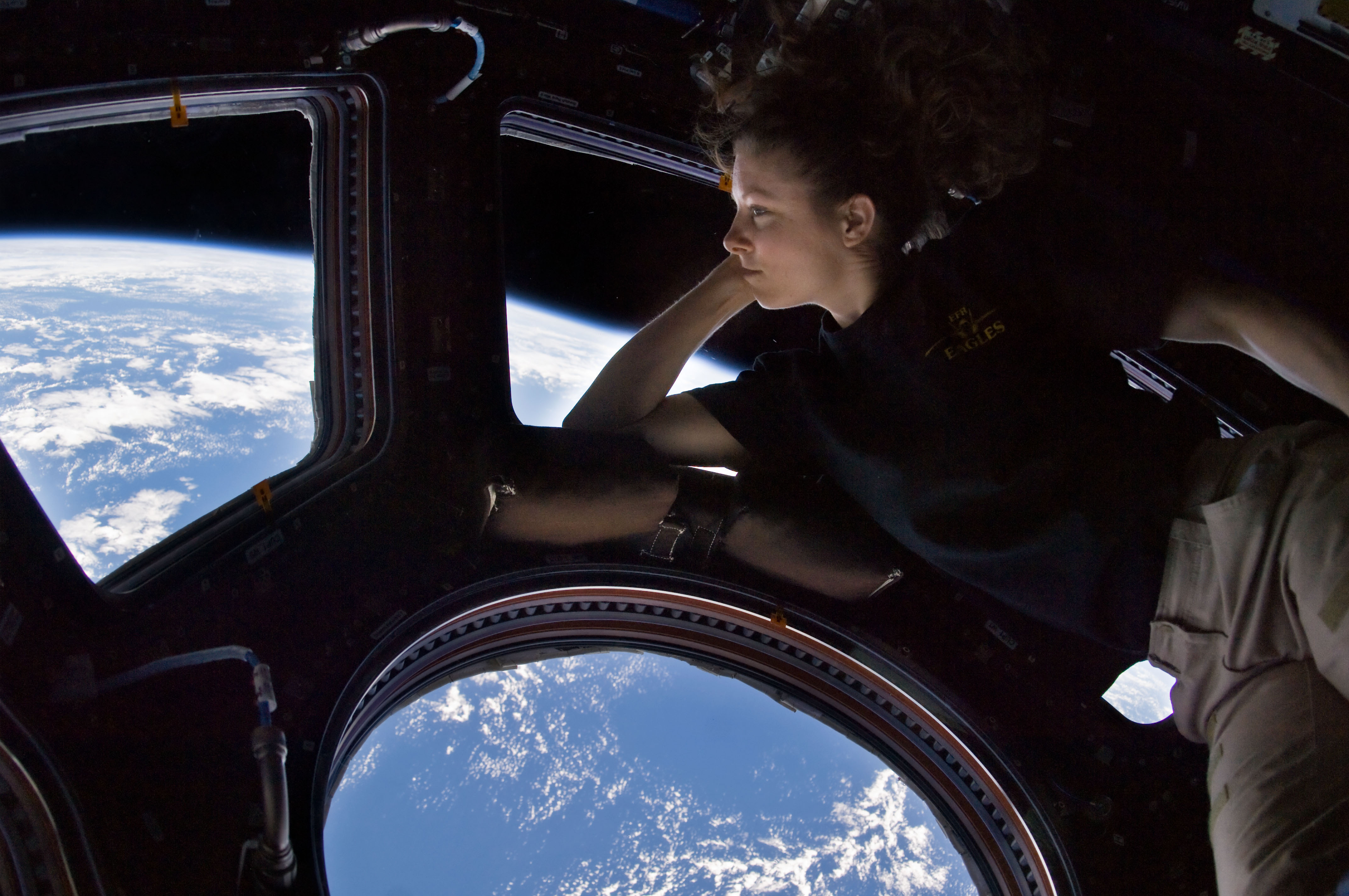
تريسي كالدويل دايسون وهي تشاهد الأرض عبر مركبة كوبولا الملتحمة بمحطة الفضاء الدولية ضمن البعثة الرابعة والعشرين، وقد التقطت الصورة لنفسها في 11 سبتمبر 2010.

## روابط خارجية
- تريسي كالدويل دايسون على موقع IMDb (الإنجليزية)